# 横山明日希
横山 明日希（よこやま あすき、1988年1月1日 - ）は、日本の著作家、パフォーマー、数学者。別名：数学のお兄さん。株式会社math channelの代表取締役を務める。
茨城県出身。茗溪学園中学校・高等学校、早稲田大学理工学部数理科学科卒業。早稲田大学大学院基幹理工学研究科数学応用数理専攻修士課程修了。
大学在学中に「数学の楽しさを伝える人」として「数学のお兄さん」を名乗り活動を開始。ライティング、講演、イベント出演などを行なう。

## 著書
- 『笑う数学』（KADOKAWA、2018年1月27日） ISBN 978-4046022196
- 『愛×数学×短歌』（河出書房新社、2017年8月17日） ISBN 978-4309027227
- 『理数センスが育つ算数王パズル(初級編): AI時代に必要な発想力・イメージ力・創造力をみがく厳選44問』（小学館、2018年9月14日） ISBN 978-4092534865
- 『理数センスが育つ算数王パズル(中級編): AI時代に必要な発想力・イメージ力・創造力をみがく厳選42問』（小学館、2018年9月14日） ISBN 978-4092534872
- 『少しかしこくなれる確率・統計の話』（笠倉出版社、2018年10月10日） ISBN 978-4773089257
- 『少しかしこくなれる確率・統計の話』（笠倉出版社、2018年10月10日） ISBN 978-4773089257
- 『算数脳をつくる かずそろえ計算カードパズル』（幻冬舎、2019年6月26日） ISBN 978-4344992429
- 『サクッとわかる! 中学数学 キャラ図鑑』（KADOKAWA、2019年9月28日） ISBN 978-4046042163